# Brehm (Familienname)
Brehm ist ein deutscher Familienname.

## Namensträger
- Adolf Brehm (1878–1937), deutscher Jurist
- Alfred Brehm (1829–1884), deutscher Zoologe und Schriftsteller
- Alfons Brehm (1882–1968), deutscher Hockeyspieler
- Anne-Christine Brehm (* 1980), deutsche Architektin, Architekturhistorikerin und Münsterbaumeisterin
- August Brehm (1854–1931), deutscher Priester und Domherr
- Barbara Brehm (* 1966), deutsche Basketballspielerin
- Berthold Brehm (* 1951), deutscher Politiker
- Bruno Brehm (1892–1974), österreichischer Schriftsteller
- Christian Ludwig Brehm (1787–1864), deutscher Pfarrer und Ornithologe
- Dietmar Brehm (* 1947), österreichischer Filmemacher
- Elsebeth Brehm (1901–1995), dänische Tennisspielerin
- Erich Brehm (1910–1966), deutscher Kabarettautor
- Eugen Brehm (1909–1995), deutsch-britischer Publizist und Pazifist
- Franz Brehm (1861–1941), deutscher Politiker (Alldeutsche Partei)
- Friedl Brehm (Friedel Karl Brehm; 1917–1983), deutscher Verleger, Redakteur und Autor
- Fritz Brehm (1858–1920), deutscher Sänger (Tenor) und Schauspieler
- Helene Brehm (1862–1932), deutsche Lehrerin und Heimatdichterin
- Herbert Brehm (1950–2013), deutscher Radsportler
- Jack W. Brehm (1928–2009), Psychologe
- Johann Martin Brehm (1688–1757), deutscher Mediziner
- Johannes Brehm (1810–1891), deutscher Kommunalpolitiker, Mitglied der kurhessischen Ständeversammlung und des Kurhessischen Kommunallandtags
- Karl-Heinz Brehm, deutscher Basketballspieler
- Laura Brehm (* 1990), amerikanische Sängerin und Songwriterin
- Oskar Brehm (1823–1850), deutscher Apotheker, Naturforscher und Sammler
- Reinhold Brehm (1830–1891), deutscher Mediziner und Ornithologe
- Rudi Brehm (1924–1997), deutscher Gewerkschaftsfunktionär
- Sabine Brehm (* 1963), deutsche Eisschnellläuferin
- Samuel von Brehm (1777–1855), österreichischer Generalmajor
- Sebastian Brehm (* 1971), deutscher Politiker (CSU)
- Sharon S. Brehm (1945–2018), US-amerikanische Psychologin
- Simon Brehm (1921–1967), schwedischer Jazz-Bigband-Leader
- Sofie Brehm-Fritsch (1861–nach 1927), deutsche Sängerin (Sopran) und Gesangspädagogin
- Vincenz Brehm (1879–1971), sudetendeutsch-österreichischer Biologe und Tiergeograf
- Walter Brehm (Sportwissenschaftler) (* 1948), deutscher Sportwissenschaftler
- Walter Brehm (Journalist) (1951–2019), Schweizer Journalist
- Walter E. Brehm (1892–1971), US-amerikanischer Politiker
- Werner Brehm (* 1954), deutscher Fußballspieler
- Wilhelm Brehm (1907–1945), deutscher Geistlicher
- Wolfgang Brehm (1944–2017), deutscher Rechtswissenschaftler und Hochschullehrer
- Wolfgang Josef Brehm (1948–2023), deutscher Künstler und Kunsterzieher